# Сьеса де Леон, Педро

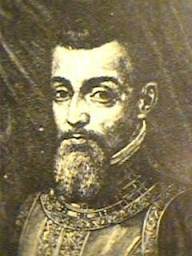
Памятник Педро Сьеса де Леону в городе Льерена

Пе́дро Сье́са де Лео́н (исп. Pedro (de) Cieza de León, 1518 или 1520, Льерена, Эстремадура, Испания — 2 июля 1554, Севилья, Испания) — испанский священник и солдат, гуманист, историк, географ, ставший одним из первых хронистов, написавших о конкисте (завоевании) континента Южная Америка. Он лично пересёк несколько раз территорию, занятую сейчас государствами Колумбия, Эквадор, Перу, Боливия и Чили, то есть свыше 7000 км. Собранные им материалы отличаются широким тематическим охватом и достоверностью и фактически представляют первую энциклопедию по истории, географии, ботанике и зоологии Южной Америки. Также благодаря ему в Европе узнали о картофеле, о котором он написал в своей «Хронике Перу», опубликованной в 1553 году в городе Севилья.
Сьеса де Леон также первым описал или упомянул такие растения, как ананас, авокадо, гуава, звёздное яблоко, инга, киноа, кокаиновый куст, манцинелловое дерево, персиковая пальма, перуанский перец, питайя, сассапариль, хикама, юкка, а также таких животных, как альпака, викунья, лама, гуанако, анаконда, гриф-индейка, игуана, красный ара, красноухая черепаха, морская свинка, мускусная утка, пума, ягуар, ленивцы, опоссумы, горные вискаши, кондор, американские грифы и многие другие. Сьеса де Леон впервые в Европе представил изображение южноамериканских верблюдовых. Французский историк наук Рене Татон установил, что «„Хроника Перу“ Педро Сьесы де Леона — самый ранний текст, связанный с описанием окаменелостей позвоночных; в своей хронике автор их относит к костям гигантов».
Благодаря ему, кроме некоторых вышеперечисленных названий животных и растений, известны слова барбекю, гамак.
В его книгах даны описания множества индейских этносов и их языков, в том числе к современности исчезнувших: чибча, пасто, моче, юнги, инки, чачапойя, колья, кимбая. Его рукописи стали основой работ большинства позднейших историков, которые часто не указывали источники, используя его детальные сведения по истории инков — в особенности это относится к рукописям, опубликованным после его смерти в 1554 году (Блас Валера, Хосе де Акоста, Инка Гарсиласо де ла Вега, Антонио де Эррера). Де Леон (также как и Лас Касас) проявил себя защитником индейцев. Он первым сообщил о геоглифах Наски и грандиозных постройках Тиуанако.

## Биография

### Семья
Родился Сьеса де Леон в испанском городке Льерена, в котором тогда преобладало арабское население. В 1520-х годах в городе Льерена жило около 3100 жителей.
Его родителями были Лопе де Леон, адвокат при дворе Карла V, и Леонор де Касалья, из семьи потомственных, весьма богатых купцов и нотариусов, торговавших как в Севилье, так и в Новом Свете. Их брак был заключён в начале XVI века и уже в 1511 году Лопе де Леон числится алькальдом Двора в Канцелярии Гранады, работая с Лиценциатом доном Луисом де Сапата. За свою службу испанскому королю отец получил ряд привилегий. 5 ноября 1543 года, в Мадриде, Лиценциат Лопе де Леон служил его Высочествам, при этом его просили, как человека достойного, послужить в некоторых королевских имениях, от чего он отказался. 10 апреля 1525 года Лопе де Леон крестил Педро, сына Бермехо и Исабель Санчес, при этом крёстным отцом был также Лопе Альварес, рехидор муниципалитета, а крёстными матерями были их жёны, повивальная бабка ла Гальега. Священником, проводившим церемонию, был Бартоломе Диас Наварро.
В семье было пятеро детей:
- Беатрис Касалья. Была замужем за Педро де Касорла. От этого брака у неё были дети, родившиеся в следующем порядке:
  - Диего, крещён 23 декабря 1528 года. Его крёстным отцом был Педро Нуньес де Прадо, рехидор муниципалитета Льерены[8].
  - Хуан, крещён 19 сентября 1530 года. Крёстный отец Педро де Миньо, свёкор счетовода Торгового Дома Санчо де Паса.[9]
  - Леонор, крещена 2 марта 1533 года, крёстный отец — дон Франсиско де Карденас, сын Командора де ла Олива, дона Родриго де Карденаса, и брат Луиса Сапата де Карденаса, архиепископа из Санта-Фе-де-Богота, в Новом Королевстве Гранада.[10]
  - Франсиско, крещён 6 января 1535 года Диего де Сальватьерра, священником церкви Сантьяго.[11]
  - Педро, крещён 16 июля 1537 года.
- Родриго.
- Педро — в первые годы жизни носивший имя Педро де Леон. И только позже он изменил своё имя, причём причины такой замены не вполне понятны. Возможно, это было вызвано совпадением с именем Педро де Леон, которое носил в перуанском Куско некий чиновник-регистратор. Либо это как-то связано со смертью маршала Хорхе Робледо.[12]
- Мария Альварес. Была замужем за Лоренсо Эрнандесом Вискаино. От этого брака было пятеро детей:
  - Гонсало, крещён священником Хорхе Кабреда 4 декабря 1541 года, крёстным отцом был капеллан Хуан Мехиа.[13]
  - Мария, крещена Эрнандо де ла Вера (сын нотариуса Хуана де ла Вера) 16 марта 1544 года.[14]
  - Лоренсо, крещён 24 ноября 1549 года, его крёстным отцом был Луис Дельгадо, сын рехидора Гутьерре Дельгадо.[15]
  - Хуан, крещён 6 января 1552 года своим дядей Родриго де Сьесой[16]. В это время Педро де Сьеса де Леон уже находился в Испании, возможно, в Льерене.
  - Мария, также как и её брат Лоренсо, была крещена Луисом Дельгадо 15 октября 1553 года.[17]
- Леонор Касалья де Сьеса. Была замужем за Луисом Сапатой дель Боске. От их брака было три ребёнка.

У Педро была ещё одна сестра, о ней он упоминает в своём завещании, но имя её осталось неизвестным.
Среди всех детей в семье только Педро носил имя «де Леон», хотя это и было распространённым именем в Льерене XVI века. И наоборот, вопреки испанской традиции, имя матери «Касалья» не было включено в его полное имя.

### Образование
О годах его обучения ничего не известно. Но предположительно его юность прошла в культурной среде, так как его семья относилась к наиболее знатным в XVI веке в городе Льерена. Сьеса де Леон получил хорошее литературное образование. Ещё очень молодым он познакомился с книгой «Conquista del Perú», хрониста Франсиско де Хереса (опубликована в Севильи в 1534 году, за год до его отплытия на Новый Континент), и она произвела на него сильное впечатление, её он взял с собой в Новый Свет. Именно в этой книге он смог увидеть свои цели и каковы его идеалы: служба Императору, честь христианина и испанца, и соединение нелёгкого труда конкистадора и писателя.
В 1534 году Сьеса, путешествуя с отцом-торговцем, увидел в Севилье, как разгружали привезённые Эрнандо Писарро сокровища (выкуп Атауальпы), что и послужило, видимо, поводом уехать в Южную Америку.

### Переезд в Америку
Педро де Леон (именно под таким именем он попадает в Америку), по его собственным словам, «в тринадцатилетнем возрасте» переехал в Санто-Доминго (остров Гаити). 3 июня 1535 года он стал пассажиром корабля Мануэля Майа. Как сказано в одном из документов Архива Индий:

Педро де Леон, сын Лопе де Леона и Леонор де Касалья, жителей Льерены, отправился в Санто Доминго на судне Мануэля де Майа; Алонсо Лопес и Луис де Торрес поклялись в том, что они его знали и что он не относится к лицам, кому выезд запрещён.— AGI.- Contratación. Legajo 5.536. Fol. 251.
Немного ранее, 2 апреля 1535 года имя Сьесы упоминается при посадке на другой корабль вместе с экспедицией Хуана дель Хунко — в списке пассажиров, отправляющихся в Индию, зафиксирована посадка человека о котором указано следующее:

Педро де Леон, сын Лопе де Леона и Леонор де Касалья из Льерена, который направляется с Хуаном дель Хунко в Картахену (Колумбия) на судне Сифуэнтеса; Родриго Перес и Луис де Льерена поклялись, в том, что он не принадлежит к числу лиц, кому запрещено выезжать.— Pedro de Cieza de León. Crónica del Perú. El señorio de los Incas. — Fundación Biblioteca Ayacucho, 2005, стр. 465
Два месяца спустя он добирался до места назначения, потом проследовал в Картахену и два года, как член экспедиции Педро де Эредиа, находился в районе между Ураба и Сену (Панамский перешеек), где описал могилы индейцев с сокровищами. В 1536 году находился в городе Сан-Себастьян де Буэнависта (Колумбия). После чего он побывал на территории всех стран западного побережья Южной Америки: от Венесуэлы до Чили. За время путешествий он описал пейзажи, растительный и животный мир, реки, горы Южной Америки, обычаи, обряды и верования индейского населения, разузнавая об их прошлом, а также события связанные с самими конкистадорами.

#### Встреча с Франсиско Сесаром
Сьеса де Леон встречался с конкистадорами Франсиско Сесаром и Франсиско Огасоном в Картахена-де-Индиас в 1536—1537 гг. (в 1538 году Сесар умер в Дарьене), где они ему рассказали о своём походе 1528—1529 гг. (в качестве экспедиционного отряда Себастьяна Кабота) от реки Парана до границ Империи инков, о богатствах этой страны, и о том, что они видели хорошо одетых индейцев. Известно, что Сесар получил первые сведения о выращивании лам и изготовления из их шерсти одежды в регионе Чаркас. Сесар вместе с 14 солдатами там встретил «Великого правителя региона, и тот их радушно принял, и дал им много вещей золотых и серебряных, и одежду; у правителя были носильщики, которых он испанцам дал для переноски этих даров, и дал им прислугу в помощь». Город инков, посещённый Сесаром, впоследствии оброс легендами и стал известен как мифический золотой Город Цезарей (es:Ciudad de los Césares).

### Главный принцип писателя

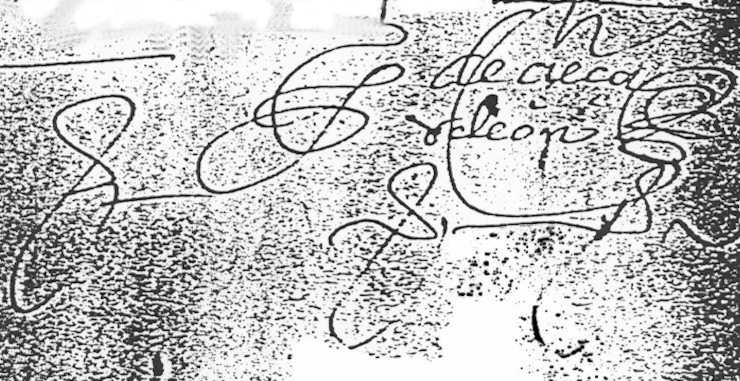
Подпись Педро де Сьесы де Леона.

В первой части Хроники Перу Сьеса де Леон сформулировал главный свой принцип как писателя:

Потому часто, когда другие солдаты отдыхали, я уставал от составления записей. Но ни это, ни уже названные суровые земли, горы и реки, невыносимые голод и нужды, никогда не были такими сильными, чтобы помешать моим двум занятиям: писать и следовать за своим знаменем и капитаном, и не увиливать от обоих. Потому, с таким трудом написанное, это произведение направляется Вашему Высочеству. Мне кажется, было бы неплохо, чтобы читатели простили мне допущенные ошибки, если таковые, по их мнению, обнаружатся. А если они не простят, мне будет достаточно написанного, ведь это то, над чем я больше всего усердствовал, ибо многое из написанного я видел собственными глазами, и я прошёл многие земли и провинции, чтобы лучше их разузнать. А то, чего я не видел, я старался, чтобы меня об этом информировали люди, заслуживающие доверия — Христиане и Индейцы.— Сьеса де Леон, Педро. Хроника Перу. Часть Первая.

### Участие в военных походах

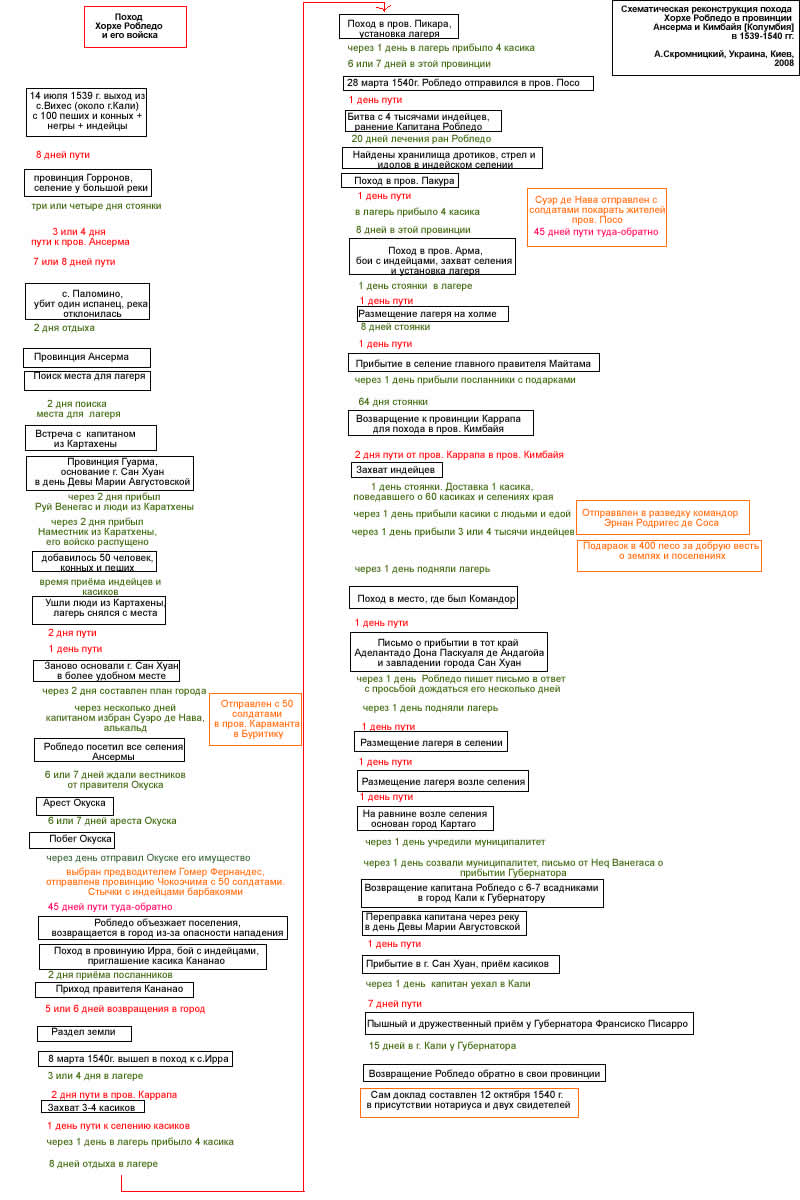
Схема похода капитана Хорхе Робледо в провинции Ансерма и Кимбая, 1539—1540 года.

Покинув Картахену, Сьеса де Леон отправился в экспедиции по территориям современных Колумбии и Эквадора. В 1536—1537 годах находился в подчинении у лиценциата Хуана де Вадильо, с ним он посетил Сену, переправился к устью Дарьена (Панама) и Рио-де-Кабальос, достигнув селения Урабайбе и реки Каука. Также он принял участие в кампании в провинции Уруте под командой Алонсо де Касересом, испытывая в походе лишения и голод. В 1537 году участвовал в экспедиции Вадильо в горы Абибе (или Абибский хребет). Сьеса написал об этом в четвёртой части Хроники, в книге о сражении у Лас-Салинас. В 1538 году, возможно, находился в городе Кали (Колумбия), тогда же записался в войско Лоренсо де Альдана, наместника Франсиско Писарро, организованное и отправленное в Кали на поиски Себастьяна де Белалькасара (Беналькасара). Одновременно он занимался миротворчеством среди индейцев в провинции Каука (Колумбия). После этого его начальник Лоренсо де Альдана перевёл Сьесу на службу к Хорхе Робледо, который занимался организацией заселения провинции Ансерма (Колумбия), ранее завоёванной Себастьяном де Белалькасаром.
14 февраля 1539 года — экспедиция Хорхе Робледо вышла из города Кали в город Ансерма и остановилась в Меаканоа до июля. Экспедиция при участии Сьесы де Леона исследовала территорию, на которой основаны города Санта Ана де лос Кабальерос (1539), Картаго (1540) и Санта-Фе-де-Антиокия (Колумбия). За время походов Сьеса стал доверенным человеком маршала Хорхе Робледо. После этого Сьеса через Буэнавентуру (Колумбия) вернулся в Кали в начале сентября 1540 года и познакомился с Белалькасаром, приказавшим ему основать вместе с капитаном Мигелем Муньосом город Арма (ныне в Колумбии). В октябре 1540 года он вновь сопровождал Робледо во второй экспедиции в Антиокию, но экспедиция оказалась безрезультатной, поскольку Белалькасар, вернувшись из Испании, привез несколько королевских грамот, объявлявших о его покровительстве над всеми этими регионами.

### Пленение Робледо
В ответ на действия Белалькасара Робледо решил отправиться в Испанию, чтобы подтвердить свои права на «завоёванные» провинции. Робледо отправился в порт Ураба (Панама), где 4 марта 1542 года его задержал со всеми его людьми Алонсо де Эредиа. Эредиа заключает Робледо в тюрьму, и Сьеса назначается его представителем в Аудиенции (суде) города Панамы вместе с прокурорами Антиокии Франсиско де Вальехо и Диего де Мендоса. Тем временем из Урабы Робледо переправили в Картахену, а затем в сопровождении Алонсо де Бусто — в Испанию.

### Проживание в городе Арма
Некоторое время Сьеса де Леон проживал в городке Арма, являвшимся репартимьенто, с предоставлением ему за заслуги энкомьенды с индейцами-касиками Опирама и Анкора. С 1542 по 1545 год Сьеса де Леон участвовал в ряде походов против индейцев. Но когда Робледо в 1545 году вернулся из Испании, получив титул маршала, Сьеса вновь примкнул к нему и был переведён в Картаго, где узнал о поражении вице-короля Бласко Нуньеса де Вела в битве с мятежными конкистадорами. Вместе с Робледо он отправился в поход к поселениям Арма и Ансерма, в виду чего им не удалось избежать конфликта с Белалькасаром. Ночью 5 октября 1546 года Белалькасар застал врасплох Робледо, арестовал его и приказал обезглавить вместе с другими капитанами. Некоторое время после смерти Робледо Сьеса де Леон укрывался в шахте, пока губернатор не приказал ему явиться в город Кали. Вернувшись домой в Кали, Сьеса продолжил свои литературные записи, хотя довольно часто вынужден был прерывать литературный труд, чтобы принять участие в нескольких военных экспедициях: известно, что Белалькасар приказал ему отправиться на помощь Нуньесу де Бальбоа, вице-королю Перу.

#### Проблема Эльдорадо и рационализм Сьесы
Широко известная легенда об Эльдорадо, о золотых дарах вышла далеко за пределы границ муисков и достигла пределов Центральных Анд, земель Инков, где её услышали солдаты Себастьяна де Белалькасара. Она послужила поводом для похода на север, в земли Южной Колумбии. Экспедиции Гонсало Хименеса де Кесады открыли в землях чибча-муисков легендарное озеро Гуатавита — реальный прототип мифического Эльдорадо. Первым, кто предложил осушить озеро, чтобы добыть из него сокровища, стал Сьеса де Леон. Рационально оценив ситуацию, в своём труде «Война в Салинас» он пишет следующее:

В этой провинции Богота имеется огромное озеро, и если Ваше Величество приказали бы осушить его, то Вы добыли бы там большое количество золота и изумрудов, которые в древности были брошены туда индейцами.— Сьеса де Леон, Педро. Хроника Перу. Часть Четвёртая. Война в Салинас.

### Переезд в Перу
В Перу он прибывает уже именуясь Педро де Сьесой де Леоном.

#### Приём у Ла Гаски
Вице-король Ла Гаска, извещённый о том, что Сьеса де Леон составляет перуанскую хронику, пригласил его на приём и попросил, чтобы автор прочёл ему написанное. Восхищенный трудами Сьесы, вице-король предложил ему ценные документы и материалы для его работы. Сьеса перешёл в подчинение к Президенту Ла Гаска и был принят как простой всадник в отряд Франсиско Эрнандеса Хирона, с которым проследовал в Попаян, где их ожидал Белалькасар и Педро Кабреро; с ними он прошёл до побережья Перу, затем посетил Пакасмайо (1547), Аявака, Уара, Лиму, Гуаманга и Андагуайлас. Сьеса объехал территорию современных Перу и Боливии в поисках сведений для своей «Хроники» (которую начал писать в 1541 году). В первой части своей «Хроники» Сьеса при сообщении о полнолунии 3 мая 1547 года в селении Лампас, с большой вероятностью, зафиксировал и полное лунное затмение 4 мая 1547 года (оно наступило в 18:40 по местному времени; за луной следовали звёзды Дскубба и Акраб; между ними луна находилась около 23:30). При этом он записал совершавшиеся индейцами интересные обряды особого назначения.

#### Участие в битве при Хакихагуана
В 1547 году Белалькасар получил просьбу о помощи от нового губернатора Педро де ла Гаска против восставшего Гонсало Писарро. С Белалькасаром Сьеса выступил из города Попайян.
Он принял участие на стороне короля в знаменитой битве при Хакихагуана в пяти лигах от Куско 9 апреля 1548 года. Битвы как таковой не произошло, все войско мятежника без единого выстрела перешло на сторону роялистов и Гонсало Писарро был вынужден сдаться на милость победителя. После этих событий Сьеса вернулся в долину Лимы и, благодаря своему родству с секретарём губернатора Ла Гаски, Педро Лопеса де Касалья, добыл себе рекомендательные письма, чтобы коррехидоры разрешили ему узнать самое интересное о провинции Чаркас (Боливия).

#### Контакты с Лас Касасом
Ещё находясь в Перу, Сьеса установил контакты со сторонниками епископа Чиапаса — Бартоломе де Лас Касаса. Так, одним из главных источников для Сьесы стал представитель Лас Касаса в Перу — монах Доминго де Санто Томас, епископ Чаркаса (автор первой грамматики и словаря языка кечуа). В виду чего «Хроника Перу» приобрела ласкасианские черты и тональность: переживание за страдания индейцев, выступление против их уничтожения и против жестокостей конкистадоров, и трагическое чувство при виде обезлюдевших просторов и разрушении величественных зданий, крепостей, запустении садов и полей. Как предположил исследователь Матикорена, Лас Касас и Сьеса могли познакомиться в Севилье, когда последний, находясь там, редактировал свои бумаги. Лас Касас, по завещанию Сьесы де Леона, если того не захотят сделать сами душеприказчики, должен был издать Вторую часть (и возможно, Третью) Хроники Перу.

#### Сьеса — альмагрист и антиписаррист
Сьеса де Леон некоторое был сторонником Диего де Альмагро, выступившего против братьев Писарро в борьбе за управление колонией. Это наложило отпечаток на ряд суждений и взглядов автора, считавшихся в изданиях XIX и XX века «объективными». Но приняв сторону Лас Касаса, Сьеса выступает против местной власти — энкомендеро, — от которых хотел избавиться Лас Касас, содействуя королю Испании в централизации власти.

#### Инспекционный объезд Перу

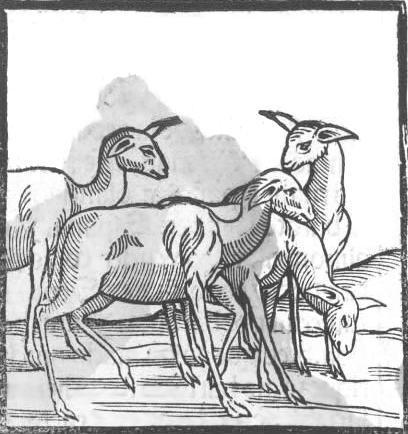
Первое в Европе изображение южноамериканских верблюдовых. Сьеса де Леон.

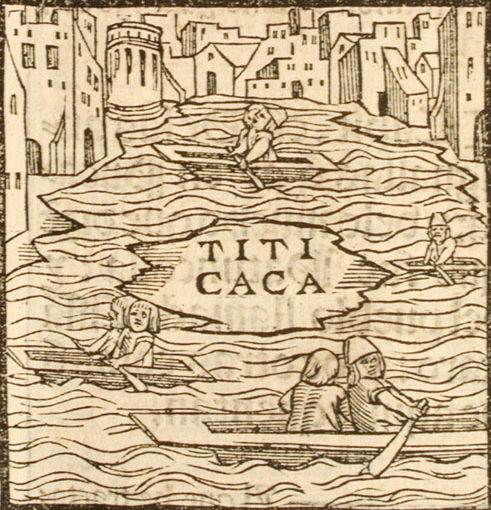
Сьеса де Леон. Первое изображение озера Титикака (1553).

В 1548 году Сьеса назначен Главным хронистом Перу.
В конце 1548 года он начал путешествие по Южному Перу и Чаркасу (Боливия), посетив такие важные города как: Пукара, Чукитинто, Тиауанако, Ла-Пас и Ла Плата, а также шахты Потоси, в августе 1550 находился в городе Куско и в 1550 году вернулся в Лиму, закончив 8 сентября свои Хроники и решив их опубликовать. Его путь пролегал по дороге Инков (длиной 3000 км от Куско до Кито), где он встретил почти нетронутыми и как будто вытянутыми в одну линию архитектурные монументы и висячие мосты, техника натягивания которых опережала современную ему европейскую инженерную мысль на несколько веков. Сьеса описывал всё им обнаруженное, проявляя себя и как археолог и как этнограф, опрашивая жителей каждого селения; при этом он всегда уточнял свои наблюдения, внедряя многочисленные географические названия, данные, расстояния, и средства измерения, всем этим он занимался около трёх лет в провинции Чаркас. За время своего путешествия Сьеса де Леон обнаружил геоглифы Наски:

По всем этим долинам и по тем, что уже пройдены, на всём протяжении идет прекрасная, большая дорога Инков, и кое-где среди песков видятся знаки, чтобы угадывать проложенный путь.— Сьеса де Леон, Педро. Хроника Перу. Часть Первая. Глава LXXV.

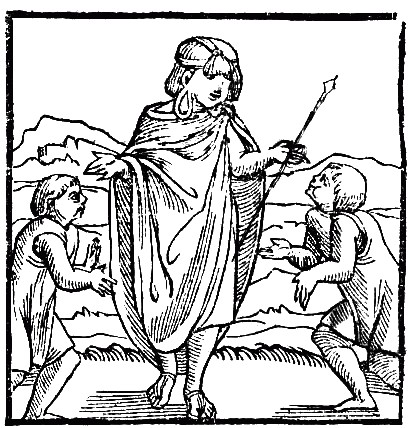
Первое европейское изображение Инков. Педро Сьеса де Леон. Хроника Перу, 1553.

Посетив территорию бывшего государства инков Тауантинсуйу, Сьеса увидел плачевное состояние, в которое была приведена Империя Инков и резко сократившееся население практически всех областей, как следствие завоевания испанцами, их насилия по отношению к местному населению и неумению понять, как функционировало государство инков. В связи с чем Сьеса писал:

Я не одобряю свержения власти никоим образом, но всё же оплакиваю вымогательства и дурное обращение, учиненные испанцами над индейцами, порабощенных жестокостью, невзирая на их знатность и столь высокое достоинство их народа. Из-за этого все эти долины, в прошлом бывшие густонаселенными, сейчас уже почти пустынны, как многим то ведомо.— Сьеса де Леон, Педро. Хроника Перу. Часть Первая. Глава LXI.
Итогом его деятельности стал громадный литературный труд — восемь томов, примерно 8000 листов размера 13 × 16 дюймов.

### Возвращение в Испанию
В 1550 году Сьеса перебрался в Севилью и поселился на улице де лас Армас. В 1551 году Сьеса де Леон заключил брачный контракт с Исабель Лопес де Абреу, сестрой Педро Лопеса, дочерью влиятельного купца Хуана де Льерена и Марии де Абреу, жителей Тригероса (Trigueros) в провинции Уэльва. Сам контракт предварительно был заключён ещё в Лиме 19 августа 1550 года). Педро Лопес обязался дать невесте 2000 крон (монет) в качестве приданого и задатка, а родители невесты должны дать 4000 крон Сьеса де Леону по заключении брака. 11 августа 1551 года был составлен акт распоряжения имуществом по случаю заключения брака. Сьеса объявил в Севилье, что его права собственности гарантируют жене выплату в сумме 2000 крон. Он указал на долг, числящийся за графом де Пальма. В дальнейшем жена помогала Сьесе в качестве секретаря.
Он также посетил свой родной город Льерена, где 6 января 1552 года был крещён Хуан, сын его сестры Марии Альварес. Находясь в Севильи, он общался со своим земляком и другом детства доном Луисом Сапата де Чавес (автор книги «Carlo Famoso»), как раз прибывшего из Фландрии, где помогал принцу Филиппу (будущему Филиппу II). Луис Сапата вдохновил его представить «Хронику» принцу Филлипу и ходатайствовать о получении разрешения на публикацию. В 1552 году он поехал в Толедо представить свою книгу королю Филиппу, ему же и посвящённую. Через некоторое время хронисту была предоставлена аудиенция. И 15 марта 1553 году вышла в свет первая часть «Хроники Перу». Второе, улучшенное издание, вышло в Антверпене через несколько месяцев.
Вскоре, в марте (или мае) 1554 года, умерла жена Сьесы. Сам он чувствовал, что и его конец близок, поскольку тяжко страдал от хронического заболевания, которое началось ещё в Америке (вероятно, это был туберкулёз). Поэтому 23 июня 1554 года при помощи тестя и в присутствии нотариуса Алонсо де Касальи было составлено завещание Сьесы (который был уже не в силах писать самостоятельно и только поставил свою подпись). В понедельник 2 июля 1554 года Педро Сьеса де Леон умер в своём севильском доме на Калье-де-лас-Армас (ныне улица Альфонса XII) от «странной болезни», оставив распоряжение отслужить мессы за спасение душ индейцев. Его тело было погребено в приходской церкви Сан-Висенте. В завещании он приказал раздать милостыню христианским детям, монахиням обители Консепсьон и другим монахиням, больницам и церквям, особенно в его родном городе Льерена, а также заказал мессы за души индейцев, за города и местности Индий, где побывал. Как заметил историк Хосе Роберто Паэс «Сьеса приказал (в завещании), чтобы все рукописи, которые он оставил о делах Индий, хранились в запертом на ключ сундуке в одном из монастырей в течение 15 лет и чтобы никто ничего из них не мог публиковать. Его душеприказчики не выполнили того, что было приказано, и его брат Родриго де Сьеса приложил немалые усилия, чтобы сохранить эти рукописи, непозволительно забытые душеприказчиками, и, как кажется, сегодня частично навсегда утраченные».

## «Хроника Перу»

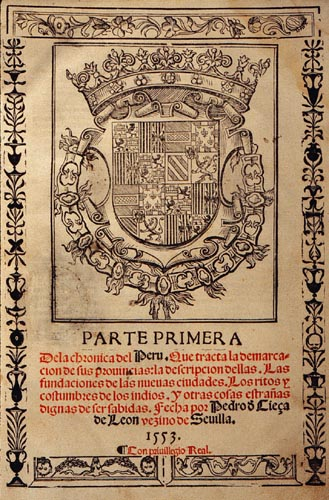
Первая часть книги «Хроника Перу»

Метко названный «первенствующим хронистом Индий», Педро Сьеса де Леон делит это первенство с капитаном доном Гонсало Фернандесом де Овьедо-и-Вальдесом, который, «дважды пересекши Океан, после титанических испытаний и трудов донёс, как написал дон Хулио Дехадор, „до Испании и до всей Европы природные чудеса Америки, историю Конкисты, а также намерения и интересы тех, кто довёл её до конца“».
За свою короткую жизнь он написал пространное произведение, являющееся фундаментальным в вопросе изучения истории Южной Америки.
Книга, опубликованная в Севилье в издательстве Мартина Монтеса де Ока (иногда: Мартин де Монтесдеока), носит название, которое поясняет, о чём пойдёт речь в книге: «ПЕРВАЯ ЧАСТЬ Хроники Перу, рассказывающей об установлении границ провинций: их описание; о закладке новых городов; об обычаях и нравах индейцев; и о других достойных упоминания вещах. Выполненная Педро де Сьесой де Леоном, жителем Севильи. 1553». В издании есть выгравированные буквицы, гравюры и вставлены виньетки.
Сама «Хроника Перу», великолепно спланированная и структурированная, состоит из четырёх частей:
- Первая часть (1553) состоит из общего географического обзора, описания обычаев индейцев и об основании испанцами городов в Перу, Попайяне, Чаркасе и Чили.

О распространении Первой части «Хроники Перу» известно из завещания Сьесы: в Медина-дель-Кампо Хуан де Эспиноса продал сто тридцать экземпляров, в Толедо тридцать — Хуан Санчес де Андраде, и восемь — Диего Гутьеррес из Лос-Риос-де-Кордоба. Хуан де Касалья из Севильи подрядился продать более ста экземпляров. Книги были отправлены также в Гондурас и на Санто-Доминго.
- Вторая часть «О Владычестве Инков Юпанки» (Мадрид, 1877) — фундаментальная хроника периода правления Инков в Перу. Почти вся эта часть, как позднее заметил известный историк Марко Хименес де ла Эспада, «была мошеннически присвоена одним из наших самых известных хронистов: литературное преступление, которое повлекло в качестве последствия то, что скромный и трудолюбивый солдат, конкистадор и землепроходец из первых, обошедший всю страну, которую описал и вник во все события, о чём поведал в своей замечательной работе, который прежде, чем кто-либо иной сумел понять и упорядочить загадочные летописи времен, предшествующих Конкисте, оказался подменённым тем, кто до сегодняшнего дня имел пальму первенства среди писавших о перуанских древностях, Инкой Гарсиласо де ла Вега для составления его собственных Подлинных комментариев»[20].

О «Владычестве инков» Рауль Поррас Барренечеа сказал: «Восхищает, как в такую бурную пору, какой были годы с 1548-го по 1550-й, когда Сьеса находился в Перу, он смог написать работу настолько основательную, так надёжно и достоверно документированную, и такой зрелости, об истории и установлениях инков. История инков родилась взрослой у Сьесы. Никто не может оспаривать его первенство относительно Инкской державы. История кастильского хрониста сразу ввела инков во всемирную историю».
- Третья часть — обширное повествование, в котором описывается «Открытие и завоевание Перу», хотя сохранилась только малая её часть, ставшая известной в 1946 году благодаря лимской газете «El Mercurio Peruano» и исследователю Рафаэлю Лоредо (Rafael Loredo), обнаружившего её в Библиотеке Эскориала (Мадрид, Испания). Значительную часть её включил в свою «Общую Историю» Антонио де Эррера-и-Тордесильяс.
- Четвёртая часть, «Гражданские войны в Перу», наиболее обширная. Она делится на пять книг:
  - «Война Салинас», о противостоянии Франсиско Писарро и Диего де Альмагро, и заканчивается его смертью.
  - «Чупасская война», кратко излагавшая последние годы жизни Писарро, правление Вака де Кастро и разгром Диего де Альмагро «Младшего».
  - «Война в Кито», в которой рассказывается о мятеже энкомендеро под командованием Гонсало Писарро и смерти вице-короля Бласко Нуньеса Вела.

Эти три книги были изданы в XIX веке, и неизвестно, закончил ли автор две последних:
- - «Война в Уарино».
  - «Война в Хакихагуана».

Рукописи двух последних книг не найдены. Возможно, преждевременная смерть не позволила ему их закончить, но это только предположение.
Являясь одновременно солдатом, путешественником, священником и человеком учёным, Сьеса де Леон старался досконально разузнать о каком-либо событии, используя не только документы, но и собственные наблюдения и опрос местного населения. При этом практически всегда он приводил различные точки зрения (как простонародные мнения, так и знания специалистов своего дела), либо одну, если она была более достоверной, — всё это ставит работу Сьесы де Леона в особый ряд книг, заслуживающих доверия и являющихся ценным источником для современных учёных.
Автора, которого отличал размеренный и выверенный ритм повествования, можно считать великолепным рассказчиком, с ясно выраженным критическим методом, когда он, без колебаний, заявляет о творимых испанцами беззакониях по отношению к индейцам. Он же воспевает гражданское, религиозное и военное искусство Империи Инков.

По правде говоря, мало народов в мире, по-моему, имели лучшее правление, чем у Инков.— Сьеса де Леон, Педро. Хроника Перу. Часть Первая. Глава LXI.
Сьеса не владел местными индейскими языками, хотя и знал многие слова, но у него были отличные помощники и советчики в этом вопросе, например монах Доминго де Санто Томас (составивший первый словарь языка кечуа).
Его работы считаются «наиболее оригинальными и наиболее важными об Америке из когда-либо написанных в испанской историографии, произведение автора особенного, плодовитого, учёного и неутомимого наблюдателя».

## Произведения

### Издания на английском
- The Travels of Pedro de Cieza de León, A.D. 1532–50, contained in the First Part of his Chronicle of Peru. Translated and edited by Clements R. Markham, 1st series, 33, 1864.
- The Second Part of the Chronicle of Peru by Pedro Cieza de León. Translated and edited by Clements R. Markham, 1st series, 68, 1883.
- Civil Wars in Peru. The War of Las Salinas by Pedro de Cieza de León. Translated, with an introduction, by Sir Clements Markham, 2nd series, 54, 1923.
- Civil Wars in Peru by Pedro de Cieza de León (Part IV, Book II) The War of Chupas. Translated and edited by Clements R. Markham, 2nd series, 42, 1918 (1917).
- The War of Quito by Pedro de Cieza de León and Inca Documents. Translated and edited by Sir Clements R. Markham, 2nd series, 31, 1913.

### Переведённые на русский язык
- Педро де Сьеса де Леон. Хроника Перу / Пер. С. А. Куприенко. — Киев, 2014.